# Tosh van Dijk
Tosh van Dijk (Paramaribo, 6 juni 1994)  is een Surinaams karateka, taekwondoka en journalist.

## Biografie
Tosh van Dijk begon op zijn vijfde met karate. Op zijn twaalfde werd hij door zijn karateleraar en tevens taekwondoka Amar Santokhi gestimuleerd om zijn beentechnieken te verbeteren met taekwondo.
Hij bleef taekwondo beoefenen en ontwikkelde zich als leraar bij de Sportschool Yu-Sin, in de jaren 1970 op gericht door Ramon Tjon A Fat, en als scheidsrechter voor de Surinaamse Taekwondo Associatie. Hij nam deel aan een groot aantal internationale kampioenschappen en behaalde brons en goud tijdens Caraïbische en Pan-Amerikaanse Spelen. In 2014 werd hij verkozen tot Sportman van het jaar.
Hij schreef zich in 2014 in op de Anton de Kom Universiteit van Suriname, maar zijn studie raakte in 2017 in het slop toen hij met een Olympic Scolarship een aantal jaren toewerkte naar een deelnameplaats op de Olympische Spelen van Tokio in 2020 (door corona in 2021). Ook het karate, dat hij tot 2017 nog op hoog niveau beoefende, moest daarvoor wijken. In juli 2021 ging een wildcard, als laatste optie om nog deel te kunnen nemen, aan hem voorbij. In 2022 werd hij kampioen taekwondo.
Hij slaagde uiteindelijk voor zijn studie in mei 2022 met een bachelorgraad in accountancy. Naast zijn sport werkt hij als journalist bij de nieuwsdienst en de Weekkrant van de omroep ABC. In juni 2019 behoorde hij naast de atleten Ilsida Toemere en Miguel van Assen tot de drie topsporters die een baan aangeboden kregen op het ministerie van Sport- en Jeugdzaken. In maart 2021 trad hij toe tot het managementteam van het Instituut voor Nationale Sportselecties (INS).

## Palmares
Van Dijk deed mee aan verschillende internationale toernooien, waaronder de Olympische Jeugdspelen (2010), Pan-Amerikaanse Spelen (2015 en 2019), de kwalificaties voor de Olympische Spelen (2016) en de Wereldkampioenschappen taekwondo (2019). Hij was vlaggendrager voor Suriname tijdens de Olympische Jeugdzomerspelen van 2010.
Hij viel in de prijzen met karate en behaalde internationaal in de taekwondosport eremetaal tijdens de volgende kampioenschappen:
- 2008:  Caribische kampioenschappen taekwondo[2]
- 2011:  Pan-Amerikaans kampioenschap taekwondo[11]
- 2014:  Pan-Amerikaans kampioenschap taekwondo[11]
- 2014:  Zuid-Amerikaanse Spelen[12]
- 2014:  Centraal-Amerikaanse en Caraïbische Spelen (Casco Games)[13]
- 2017:  Islamitische Solidariteitsspelen[14]
- 2019:  Metro International Open[15]

In december 2014 werd hij uitgeroepen tot Sportman van het jaar in de eerste editie van de VSJS Sports Awards. Op 22 november 2018 werd hij onderscheiden als Ridder in de Ere-Orde van de Palm.